# Slatinski trputac
Slatinski trputac (lat. Plantago tenuiflora), vrsta trputca, zeljaste biljke iz porodice trpučevki. Rasprostranjena je po dijelovima Europe i Azije, a prisutna je i u Hrvatskoj, točnije raste po pašnjacima u Trpinji kraj Vukovara. Raste po plitkim i u proljeće vlažnim depresijama pašnjaka na zaslanjenom tlu, poznatim kao slatina. Biljke koje rastu po slatinama kratkog su životnog ciklusa pa razviju nove sjemenke prije nego što se ljeti pojavi sol na površini, nakon čega većina vegetacije propada
U Hrvatskoj je ugrožena i strogo zaštićena vrsta.
- P. tenuiflora
- P. tenuiflora